# عبدالواحد السید
عبدالواحد السید (انگلیسی: Abdel-Wahed El-Sayed؛ زادهٔ ۳ ژوئن ۱۹۷۷) یک بازیکن فوتبال اهل مصر است.

## باشگاهی
از باشگاه‌هایی که در آن بازی کرده‌است می‌توان به باشگاه ورزشی زمالک اشاره کرد.

## تیم ملی
وی همچنین در تیم ملی فوتبال مصر بازی کرده‌است.